# 9831 Simongreen
9831 Simongreen eller 1979 QZ är en asteroid i huvudbältet som upptäcktes den 22 augusti 1979 av den svenske astronomen Claes-Ingvar Lagerkvist vid La Silla-observatoriet i Chile. Den är uppkallad efter astronomen Simon F. Green.
Den tillhör asteroidgruppen Nysa.